# Ollulanus tricuspis
Ollulanus tricuspis är en rundmaskart som beskrevs av Leuckart 1865. Enligt Catalogue of Life ingår Ollulanus tricuspis i släktet Ollulanus och familjen Molineidae, men enligt Dyntaxa är tillhörigheten istället släktet Ollulanus och familjen Trichostrongylidae. Arten är reproducerande i Sverige. Inga underarter finns listade i Catalogue of Life.